# Niels Holst-Sørensen
Niels Holst-Sørensen, född 19 december 1922 i Sønder Felding i Herning kommun, Region Mittjylland, död 24 oktober 2023, var en dansk friidrottare inom löpning och senare flygvapenofficer. Han blev med tiden generalmajor i  Danmarks flygvapen och tjänstgjorde som flygvapenchef 1970–1982. Han var också medlem av den internationella olympiska kommittén.

## Biografi
Holst-Sørensen föddes i Sønder Felding nära Herning som son till Søren Holst-Sørensen och Kirsten Marie Birgitte Jensen. Fadern var chef på det lokala mejeriet och familjen flyttade till Herning när han var två år gammal.
Efter studentexamen på Herning gymnasium 1941 utbildade han sig inom armén och blev underbefäl 1945.

### Idrottsmeriter
Holst-Sørensen började idrotta i Herning GF år 1939 och var en av världens bästa löpare på 
400 meter och 
800 meter under 1940-talet. Han  blev dansk mästare 18 gånger mellan 1943 och 1947 och sprang 400 meter på ny världsrekord, 47,6 sekunder, år 1943. Hans största framgångar inom idrotten var vid 
Europamästerskapen i friidrott 1946 i Oslo där han vann guld på 400 meter löpning och silver på 800 meter. Han avslutade idrottskarriären med en niondeplats på 800 meter vid Olympiska sommarspelen 1948 i London.
Holst-Sørensen var medlem av Danmarks Olympiska Kommitté från 1977 till 1984, varav de fyra sista åren som ordförande och medlem i den internationella olympiska kommittén från 1977 till 2002. Han satt i styrelsen för Danmarks Idræts-Forbund från 1933 till 2002.

### Yrkeskarriär
Holst-Sørensen fortsatte sin militärutbildning efter andra världskriget och utexaminerades från Hærens Officersskole år  1946. Han utbildade sig till pilot i Karup året efter och tjänstgjorde vid olika förband tills flygvapnet grundades år 1951. Han var  gruppledare för Danmarks första jetflygplan, 
F-84 Thunderjet och efter stabsutbildning vid Norges flygvapen 1959–1960 blev han överste och chef för Flyvertaktisk Kommando 1965.  Från 1968 till 1970 var han chef för  Flyvestation Karup och därefter generalmajor och chef for flygvapnet till 1982. Från 1982 till 1986 var han medlem av NATOs militärkomitté.

## Utmärkelser
- Dannebrogorden, kommendör av 1 graden
- Nordstjärneorden
- Sankt Olavs orden
- Isabella den katolskas orden

Idrottsplatsen i Stakroge är uppkallad efter Holst-Sørensen och heter sedan 2017 Niels Holst-Sørensens plads